# Episodi di The Mayor
I primi nove episodi della prima stagione della serie televisiva The Mayor sono stati trasmessi in prima visione negli Stati Uniti d'America sul canale via cavo ABC dal 3 ottobre al 12 dicembre 2017, mentre i restanti quattro sono stati pubblicati su Hulu dal 9 al 25 gennaio 2018.
In Italia, la stagione è inedita.
| nº | Titolo originale           | Titolo italiano | Prima TV USA     | Prima TV Italia |
| -- | -------------------------- | --------------- | ---------------- | --------------- |
| 1  | Pilot                      |                 | 3 ottobre 2017   | inedita         |
| 2  | The Filibuster             |                 | 10 ottobre 2017  | inedita         |
| 3  | Buyer's Remorse            |                 | 17 ottobre 2017  | inedita         |
| 4  | City Hall-oween            |                 | 24 ottobre 2017  | inedita         |
| 5  | The Strike                 |                 | 31 ottobre 2017  | inedita         |
| 6  | Will You Accept This Rose? |                 | 7 novembre 2017  | inedita         |
| 7  | Here Comes the Governor    |                 | 14 novembre 2017 | inedita         |
| 8  | Monuments Man              |                 | 5 dicembre 2017  | inedita         |
| 9  | Grey Christmas             |                 | 12 dicembre 2017 | inedita         |
| 10 | Mama Rose Best             |                 | 9 gennaio 2018   | inedita         |
| 11 | The Lockdown               |                 | 16 gennaio 2018  | inedita         |
| 12 | The Pitch                  |                 | 23 gennaio 2018  | inedita         |
| 13 | Death of a Councilman      |                 | 25 gennaio 2018  | inedita         |

## Pilot
- Titolo originale: Pilot
- Diretto da: James Griffiths
- Scritto da: Jeremy Bronson

### Trama
- Guest star:
- Ascolti USA: telespettatori 4 080 000 – rating 18-49 anni 5,0%[1]

## The Filibuster
- Titolo originale: The Filibuster
- Diretto da: James Griffiths
- Scritto da: Vijal Patel

### Trama
- Guest star:
- Ascolti USA: telespettatori 3 440 000 – rating 18-49 anni 4,0%[2]

## Buyer's Remorse
- Titolo originale: Buyer's Remorse
- Diretto da: John Fortenberry
- Scritto da: Jeremy Bronson

### Trama
- Guest star:
- Ascolti USA: telespettatori 2 960 000 – rating 18-49 anni 3,0%[3]

## City Hall-oween
- Titolo originale: City Hall-oween
- Diretto da: James Griffiths
- Scritto da: Regina Hicks

### Trama
- Guest star:
- Ascolti USA: telespettatori 2 950 000 – rating 18-49 anni 3,0%[4]

## The Strike
- Titolo originale: The Strike
- Diretto da: Tina Mabry
- Scritto da: Matt Fusfeld e Alex Cuthbertson

### Trama
- Guest star:
- Ascolti USA: telespettatori 2 380 000 – rating 18-49 anni 3,0%[5]

## Will You Accept This Rose?
- Titolo originale: Will You Accept This Rose?
- Diretto da: James Griffiths
- Scritto da: Emily Halpern e Sarah Haskins

### Trama
- Guest star:
- Ascolti USA: telespettatori 2 620 000 – rating 18-49 anni 3,0%[6]

## Here Comes the Governor
- Titolo originale: Here Comes the Governor
- Diretto da: Tristram Shapeero
- Scritto da: Monica Padrick

### Trama
- Guest star:
- Ascolti USA: telespettatori – rating 18-49 anni